# 克里斯蒂娜·沙伊布利希
克里斯蒂娜·沙伊布利希（德語：Christine Scheiblich，1954年12月31日—），德国女子赛艇运动员。她曾代表东德参加1976年夏季奥林匹克运动会赛艇比赛，获得女子单人双桨金牌。

## 家庭
丈夫乌尔里希·哈恩。